# دارنيل روبنسون
دارنيل روبنسون (30 مايو 1974 بأوكلاند في الولايات المتحدة - ) (بالإنجليزية: Darnell Robinson)‏ هو لاعب كرة سلة أمريكي في مركز الوسط. لعب مع Arkansas Razorbacks ‏.

## وصلات خارجية
- دارنيل روبنسون على موقع سبورتس رفرنس (الإنجليزية)
- دارنيل روبنسون على موقع كرة السلة الأوروبية.كوم (الإنجليزية)
- دارنيل روبنسون على موقع كلية كرة السلة في سبورتس رفرنس.كوم (الإنجليزية)
- دارنيل روبنسون على موقع ريلجم (الإنجليزية)
- دارنيل روبنسون على موقع بروبوليرز (الإنجليزية)